# Luis Ramos de la Torre
Luis Ramos de la Torre (Zamora, 1956) es un poeta, ensayista y cantautor español.

## Biografía
Nace y se cría en Zamora, compaginando los estudios con su experiencia en torno al mercado de abastos, donde su madre regentaba una pescadería y que más adelante recordará en el catálogo Mercado de Abastos de Zamora: a lo vivo, y también con su participación en grupos musicales juveniles como vocalista. Empieza a escribir poesía y a adquirir conciencia social, lo que le lleva a participar en diversos colectivos políticos y literarios. En 1976 se titula en Magisterio y empieza su carrera docente. Será profesor de ciencias y de música en diversos centros de la provincia de Zamora. Licenciado (1996) y doctor en Filosofía (2006), pasa a la educación secundaria como profesor de esta disciplina en 1998, hasta su jubilación en 2016. Su tesis doctoral se titula Poesía y salvación en Claudio Rodríguez: una interpretación desde Ortega. 
Su obra literaria comprende varios títulos de poesía: Por el aire del árbol (2002), De semilla de manzana, (2002), Entre cunetas (2015), Nubes de evolución (2017), Del polen al hielo (2017), Lo lento (2019), El dilema del aire (2020, Premio Ciudad de Salamanca de Poesía 2020), Urgencia de lo minucioso (2021) y Mientras pueda decir (2022). 
En el terreno del ensayo, aparte numerosos artículos académicos sobre música, filosofía y poesía, es autor de El sacramento de la materia. Poesía y salvación en Claudio Rodríguez (2017), o Hacia lo verdadero. Cercanías a la vida y al arte en la obra de Claudio Rodríguez (2022).
Ha pertenecido a varios colectivos políticos y literarios. En 1977 participa junto a otros escritores zamoranos como Ángel Barrio Bobo, Pedro Crespo Refoyo, Fernando Martos Parra y Luis García Jambrina, y al arquitecto y artista plástico Juan Manuel Báez Mezquita, en la fundación del colectivo literario Zaguán. Desde 2004 es miembro fundador del Seminario Permanente Claudio Rodríguez. Entre los años 2005 y 2010 cofunda y participa en el colectivo político literario Con la que está cayendo, que publicará más de diez entregas a modo de fanzine gratuito en establecimientos públicos y bares de la ciudad.
Desde 1977 compone canciones para niños y adultos. Ha musicado e interpretado textos propios y de autores como Pablo Neruda, Isabel Escudero, Jesús Hilario Tundidor, Friedrich Hölderlin, Claudio Rodríguez, Agustín García Calvo o José Hierro. Es autor de tres discos: La canción que cantábamos juntos (2001), Por arroyo y senda (2003) y El aire de lo sencillo (2007), y ha estrenado diversos espectáculos musicales colaborativos, como el basado en su poemario Entre cunetas, un espectáculo de poesía, canción y danza llevado a cabo en varios idiomas por el Colectivo Desaparecidos con la colaboración de la escenógrafa Mena Martins, el coro Camerata Primo Tempo, la cantautora e investigadora Lucía Gonzalo y la bailarina Cecilia Gutiérrez Ibáñez (2019); o Duradero. Poetas para un río necesario, en colaboración con el trío Huckleberry (2020). Recientemente ha puesto en marcha el grupo Proyecto Airanta, con el que ha escenificado espectáculos como Y Valorio tiembla, con poemas de Agustín García Calvo, o En luz plena, musicando a Claudio Rodríguez.

## Obra literaria

### Libros de poesía
- Por el aire del árbol. Canciones y poemas desde los niños, prólogo de Agustín García Calvo, ilustraciones de Guillermo Tostón y Aser Martín, Zamora: Semuret, 2002.
- De semilla de manzana. Recetario poético-musical, prólogo de Miguel Manzano Alonso, ilustraciones de Guillermo Tostón y Aser Martín, Zamora: Semuret, 2002.
- Entre cunetas, Tegueste: Baile del Sol, 2015.[8][9]
- Nubes de evolución, prólogo de Ángel Fernández Benéitez e ilustraciones de Carmen Picazo Pino, Guadalajara: PiEdiciones, 2017.[10][11]
- Del polen al hielo, Tegueste: Baile del Sol, 2017.[12][13][14][15]
- Lo lento, prólogo de José Luis Morante, Alcorcón: Lastura, 2019.[16][17][18]
- El dilema del aire, Madrid: Reino de Cordelia, 2020 (Premio Ciudad de Salamanca de Poesía 2020).[19][20][21][22][23][24][25][26][27]
- Urgencia de lo minucioso, prólogo de José Luis Puerto, Alcorcón: Lastura, 2021.[28][29][30][31][32][33]
- Mientras pueda decir, Tegueste: Baile del Sol, 2022.[34][35][36][37][38]
- La serena estrategia de la luz, prólogo de Fermín Herrero, pinturas de José María Mezquita Gullón, Ocaña: Lastura, 2023.[39][40]
- La densidad de los números, Ocaña: Lastura, 2023.[41][42]
- Lo que funda el silencio, prólogo de Miguel Veyrat, Ocaña: Lastura, 2024.[43][44][45][46][47][48][49]

### Antologías en las que aparece
- Todos de etiqueta, edición de Tomás Salvador González, Valladolid: Junta de Castilla y León, 1986.
- Nacidos en los 50. Antología de poetas zamoranos, edición de Concha Ventura, Zamora: Diputación de Zamora, 1998.
- Homenaje a Waldo Santos. Acto homenaje, Zamora 2002, coordinado por Jesús Losada, Zamora: Caja Duero, 2002.
- Palabras como velas encendidas. Voces por los derechos humanos, Zamora: Amnistía Internacional, 2007.
- Voces del extremo. Antología 2012/16, coordinado por Antonio Orihuela, Madrid: Amargord, 2017.

### Libros de relatos
- Con los ojos del frío, Alcorcón: Lastura, 2021.[50][51]

### Catálogos de exposición
- Imprevisiones: grabados y poemas, diciembre de 1993-enero de 1994, prólogo de Miguel Gamazo, poemas de Luis Ramos de la Torre, ilustraciones de Carmen Picazo Pino, fotografías de Luis Calleja, Zamora: Café Bar Aureto, 1993.
- Mercado de Abastos de Zamora: a lo vivo, fotografías de Juan Carlos Benéitez Ibáñez, poemas de Luis Ramos de la Torre, Zamora: Ayuntamiento, 2017.[52]
- Carlos Piñel, pinturas para cinco poetas: Antonio Gamoneda, Federico García Lorca, Miguel Hernández, Aníbal Núñez y Claudio Rodríguez, texto de Luis Ramos de la Torre, Zamora: Seminario Permanente Claudio Rodríguez, 2022.
- José María Mezquita Gullón y la memoria sensible, texto de Luis Ramos de la Torre, Zamora: Museo Etnográfico de Castilla y León y Museo de Zamora, 2023.

## Obra crítica

### Ensayo
Luis Ramos es autor de numerosos artículos sobre música para niños, sobre filosofía y sobre la poesía de Claudio Rodríguez y otros autores, aparecidos en prensa y en revistas como Primeras Noticias (Barcelona), Duererías (Zamora), Archipiélago (Madrid), Revista de Estudios Orteguianos (Madrid), Alfa (Granada), Thémata (Sevilla), Aventura (Zamora), Zurgai (Bilbao), Hermione (Salamanca), República de las Letras (Madrid), Campo de Agramante (Jerez de la Frontera), Tropelías (Zaragoza) o Intercostal Literaria (Valle del Jerte). 
Además, es autor de los siguientes libros:
- Guía de Lectura de Claudio Rodríguez, con Luis García Jambrina, Madrid: Ediciones de la Torre, 1988.
- El sacramento de la materia. Poesía y salvación en Claudio Rodríguez, prólogo de Miguel Casaseca Martín, Guadalajara: PiEdiciones, 2017.[53]
- Hacia lo verdadero (Cercanías a la vida y al arte en la obra de Claudio Rodríguez), Albacete: Chamán Ediciones, 2022.[54][55][56][57][58][59][60]

### Ediciones críticas
- Claudio Rodríguez para niños, con Luis García Jambrina, ilustraciones de Juan Ramón Alonso, Madrid: Ediciones de la Torre, 1988.
- Claudio Rodríguez, Antología para jóvenes, en colaboración con Fernando Martos Parra, Madrid: Bartleby, 2020.[61][62]

### Libros en los que ha colaborado
- Galo Sánchez Sánchez et alii (editores), Expresión, creatividad y movimiento, Zamora: Universidad de Salamanca, 2003.
- José Lasaga Medina et alii (editores), Ortega en pasado y en futuro, medio siglo después, Barcelona: Biblioteca Nueva, 2007.

### Libros que ha prologado
- Víctor L. Gómez, Palabras veladas (fotografías), prólogo de Luis Ramos de la Torre, textos de varios autores, dibujos de Ruth Domínguez Viñas, Zamora: edición del autor, 2009.
- Pablo Antonio García Malmierca, No comas mi corazón, Guadalajara: PiEdiciones, 2017.[63]
- María del Carmen Herrera, Álbum de familia, Ocaña: Lastura, 2018.

## Obra musical: discografía
- La canción que cantábamos juntos, Madrid: Sonidisco, 2001 (sobre poemas propios, de Claudio Rodríguez, Isabel Escudero y Agustín García Calvo).
- Por arroyo y senda, Madrid: Sonidisco, 2003 (sobre algún poema propio y otros del libro Valorio, 42 veces de Agustín García Calvo).
- El aire de lo sencillo, Urueña y Zamora: Barlovento e Instituto de Estudios Zamoranos Florián de Ocampo, 2007 (CD dedicado enteramente a poemas de Claudio Rodríguez).[64][65]